# Maurice Joly
Maurice Joly, född 22 september 1829 i Lons-le-Saunier, Frankrike, död 15 juli 1878 i Paris, var en fransk politisk författare. Han var särskilt känd för verket Dialog i dödsriket mellan Machiavelli och Montesquieu, en politisk satir om Napoleon III.